# Zuiderpolder (Haarlem)
De Zuiderpolder is een polder en woonbuurt in de Haarlemse wijk Parkwijk in het stadsdeel Haarlem-Oost. De buurt grenst in het noorden aan de Veerpolder en in het zuiden aan de Poelpolder en Roomolenpolder, deze laatste twee liggen grotendeels in het stadsdeel Schalkwijk.

## Geschiedenis
Oorspronkelijk maakte het gebied deel uit van de Veerpolder. Toen in 1631 de trekvaart tussen Haarlem en Amsterdam werd gegraven maakte men van het zuidelijk deel (156 ha) een zelfstandige polder met eigen molen. De polder kreeg in 1876 een nieuwe molen die in 1930 door de bouw van een gemaaltje overbodig werd. 

## Woonbuurt
Vanaf de jaren 1980 is in de Zuiderpolder de laatste grote stadsuitbreiding van Haarlem gerealiseerd. De buurt is  qua oppervlak een van de tien grootste buurten van de stad heeft een lagere bevolkingsdichtheid dan de meeste andere buurten. De woonwijk wordt ontsloten via de Amsterdamsevaart waar zich ook station Haarlem Spaarnwoude bevindt. In de polder is behalve bebouwing nog veel landelijk gebied.  
De buurt wordt vertegenwoordigd door de wijkraad Parkwijk-Zuiderpolder-Penningsveer.